# أحمد الزياني
أحمد الزياني (1954 - 2016)، (بالفرنسية: Ahmed Ziani)‏ بالامازيغية (ⴰⵃⵎⴰⴷ ⵣⵉⵢⴰⵏⵉ) ، هو شاعر أديب وفنان من مواليد آيت سعيد نواحي الناظور الريف- شمال المغرب سنة 1954م، وفي سنة 1979 هاجر إلى هولندا. يُعتبرالزياني واحدا من أهرام الشعر الريفي الأمازيغي . ألف دواوين باللغة الريفية ورواية أوطوبيوغرافية اختصرت سيرته الذاتية، ديوانه” «أذا ريغ گ- زرو»”/ سأكتب على الحجر” يعد الديوان الثاني الذي صدر باللغة الريفية بعد ديوان سلام السمغيني” «ماثوشيذ ءاك رحريق ءينو»/هل شعرت بألمي؟” ، وكتب بالحروف العربية، وقد صدر بمدينة أوترخت بهولندا سنة 1993م، وأعيدت طبعته بالمغرب سنة 1993م. أسس في هولندا فرقة موسيقية رفقة الشاعر الراحل محمد شاشة, شارك “احمد الزياني” في عدة مهرجانات شعرية في داخل البلاد وخارجه، ونال جوائز تقديرية عدة.

## أعماله

### دواوينه الشعرية
1.[ديوان Ad arigh deg uz'ru (سأكتب على الحجر)] سنة 1993، مترجم إلى اللغة الهولندية.

2.[ ديوانTriwriwt i Mulay  (زغرودة للعريس)] سنة 1998.

3.[ديوان”Ighembab yarezzun x wudem-nsen deg wudem n waman”:”الوجوه التي تبحث عن نفسها على صفحة الماء”] سنة 2002.

## وفاته
توفي الشاعر أحمد الزياني يوم الأربعاء 13 يوليو 2016م بأحد مستشفيات مدينة مليلية بعد تعرضه لجلطة دماغية أدخلته في غيبوبة مدة 6 أيام. ودُفن في مدينة الناظور يوم الخميس 14 يوليوز.